# Marialva (Mêda)
Marialva ist eine Gemeinde (Freguesia) im portugiesischen Kreis Mêda. In ihr leben 177 Einwohner (Stand 19. April 2021). Der Ort gehört zu den historischen Dörfern, den Aldeias Históricas de Portugal.

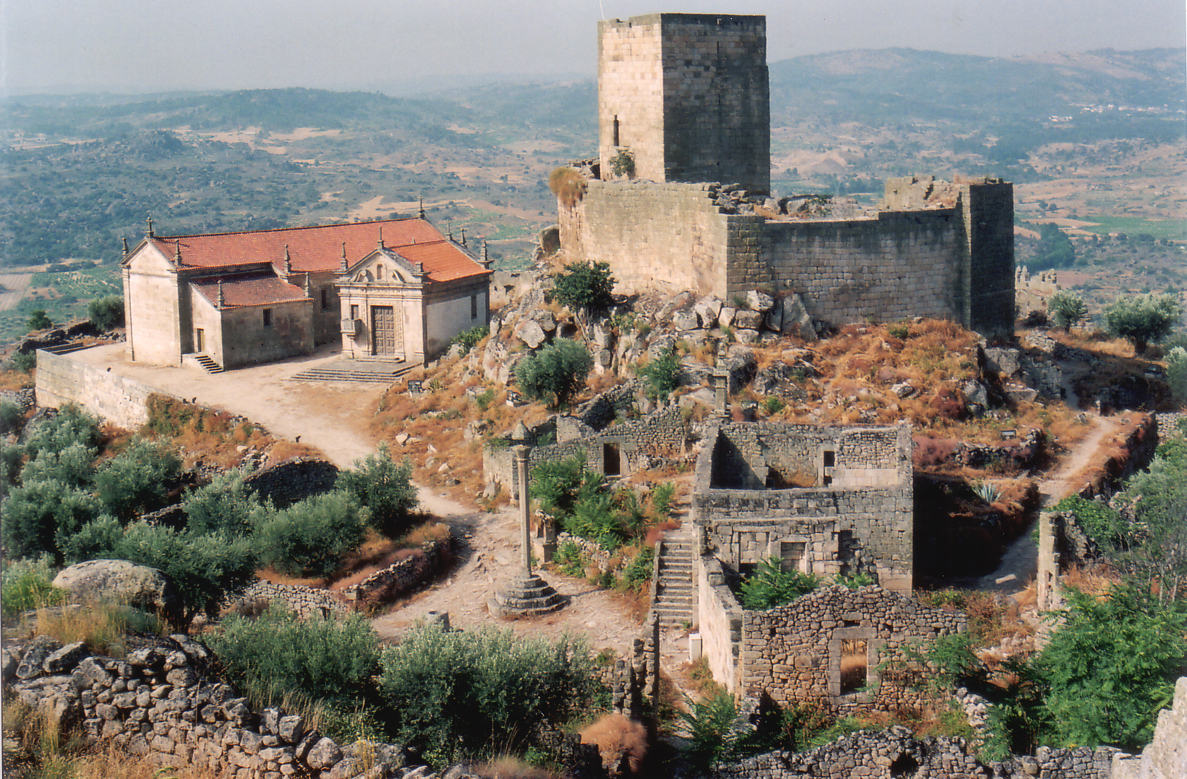
Blick in die Überreste der Burganlage von Marialva

## Geografie
Der Ort liegt sieben Kilometer südlich der Kreisstadt Mêda und etwa 60 km nördlich von der Distrikthauptstadt Guarda.

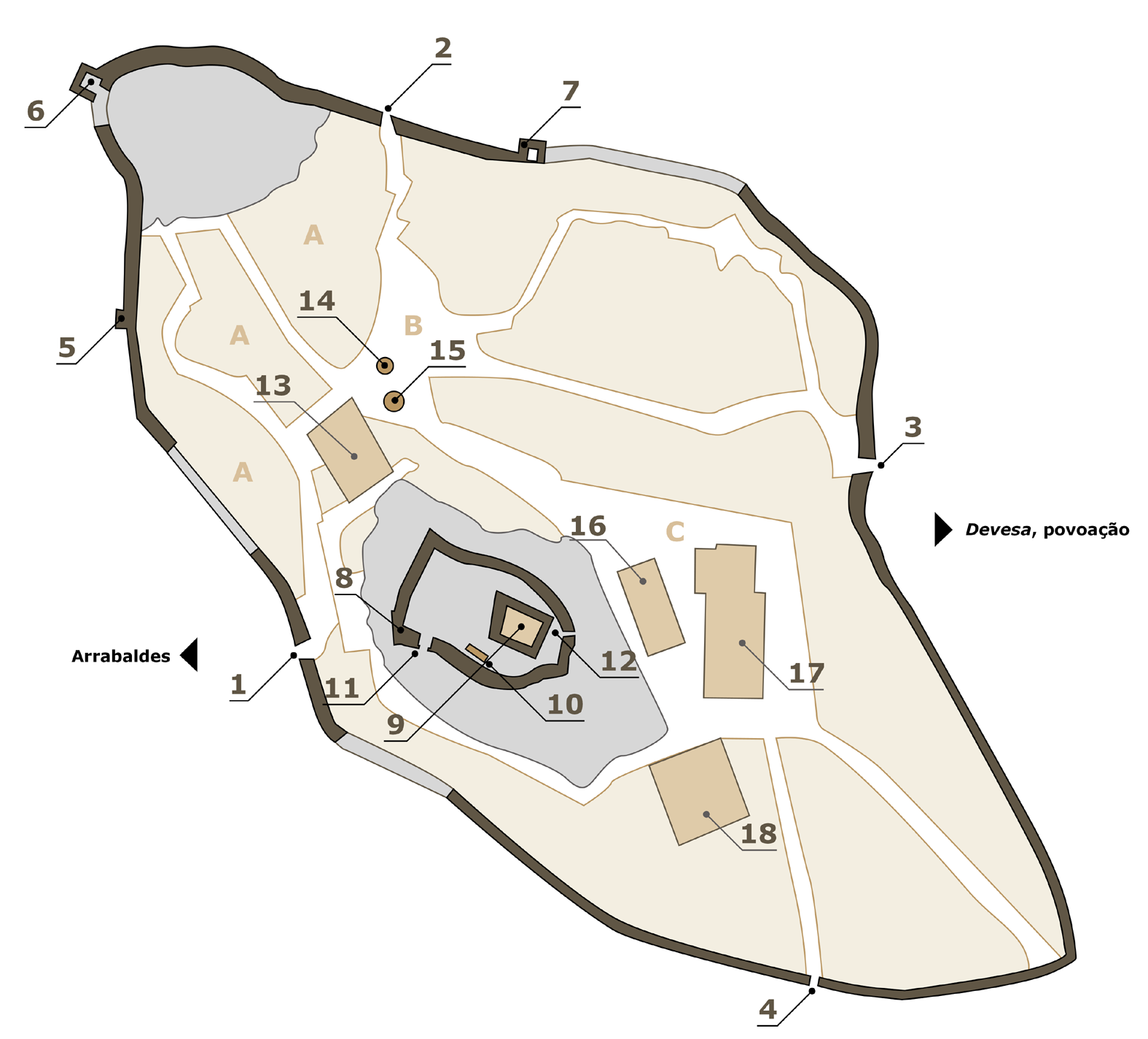
Plan der Burganlage von Marialva

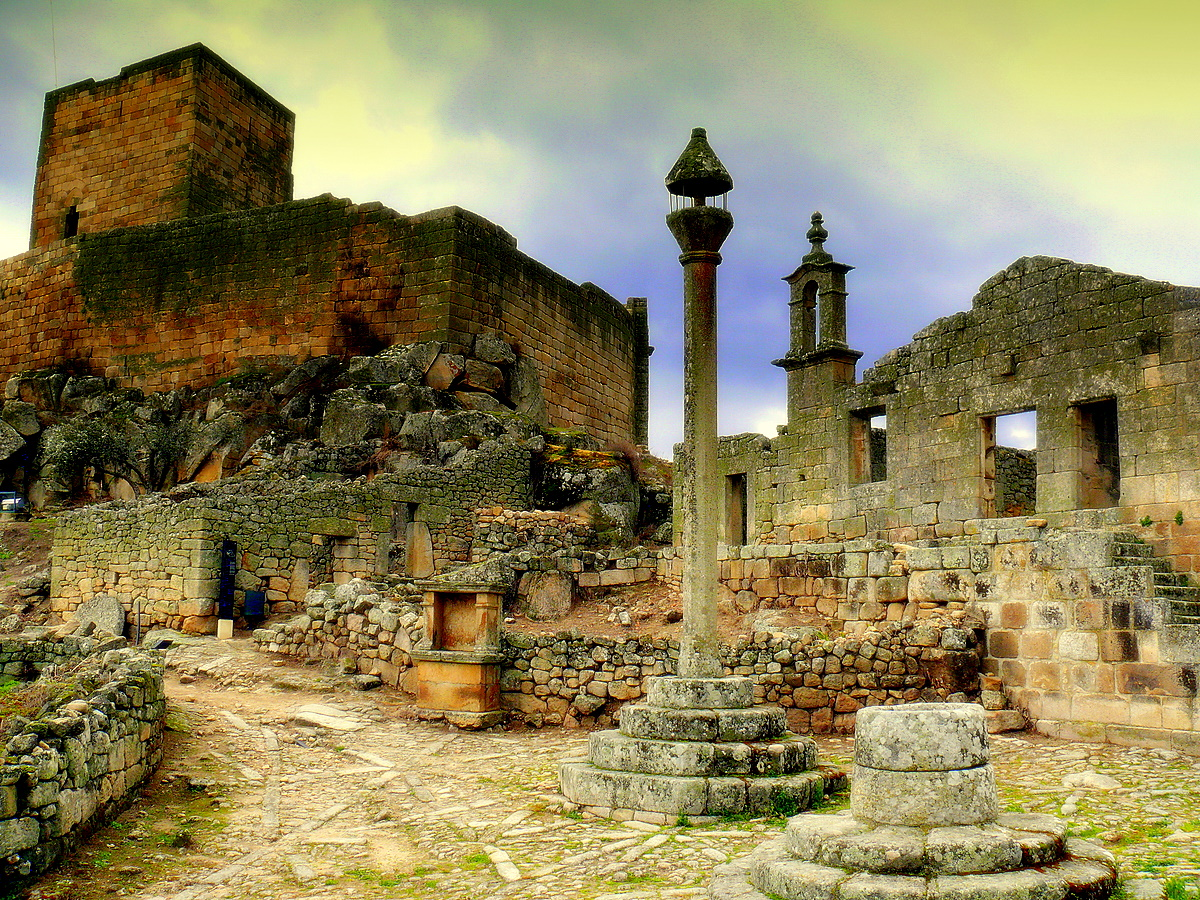
In der Burganlage von Marialva

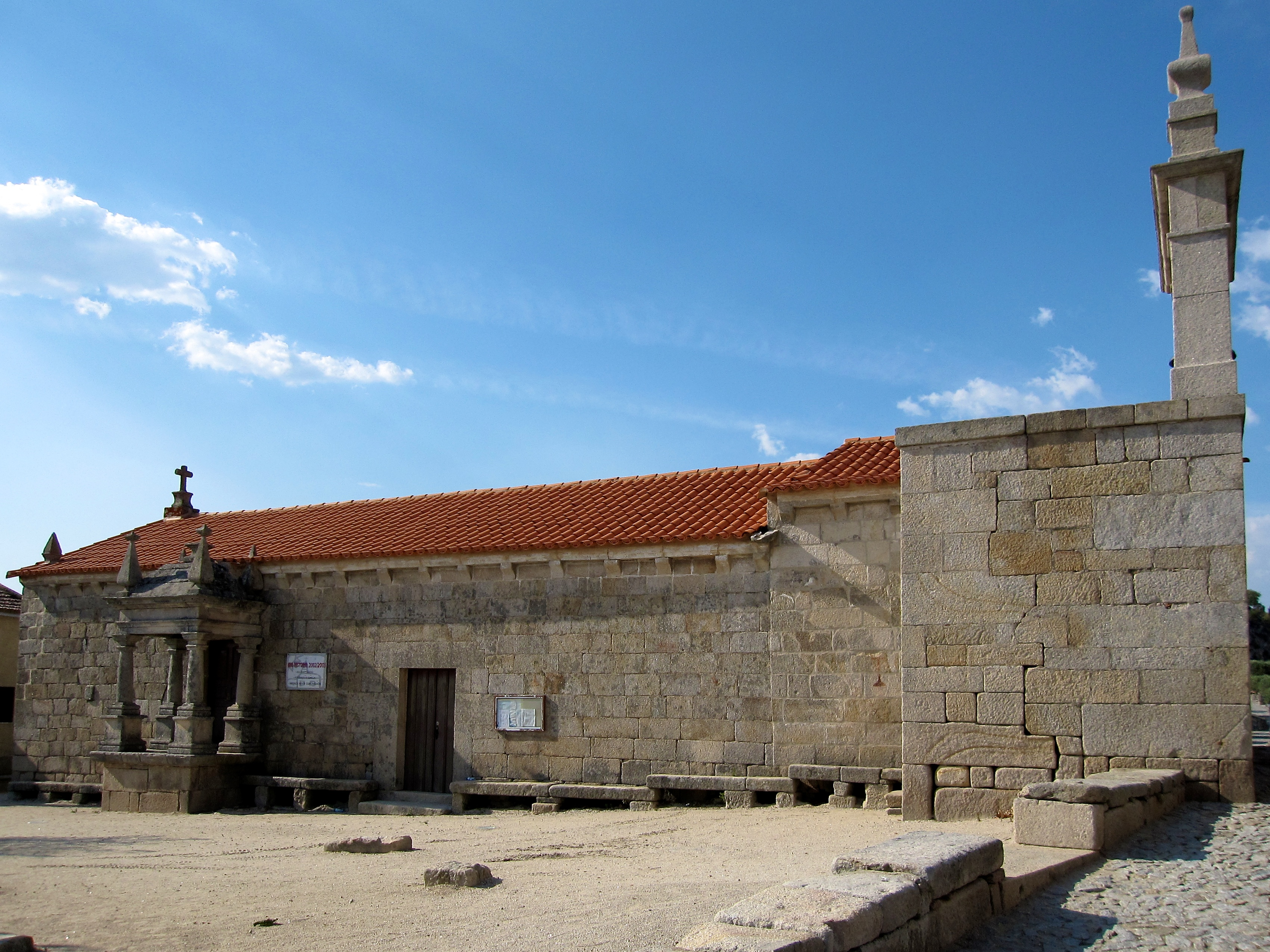
Die Kirche Igreja de São Pedro

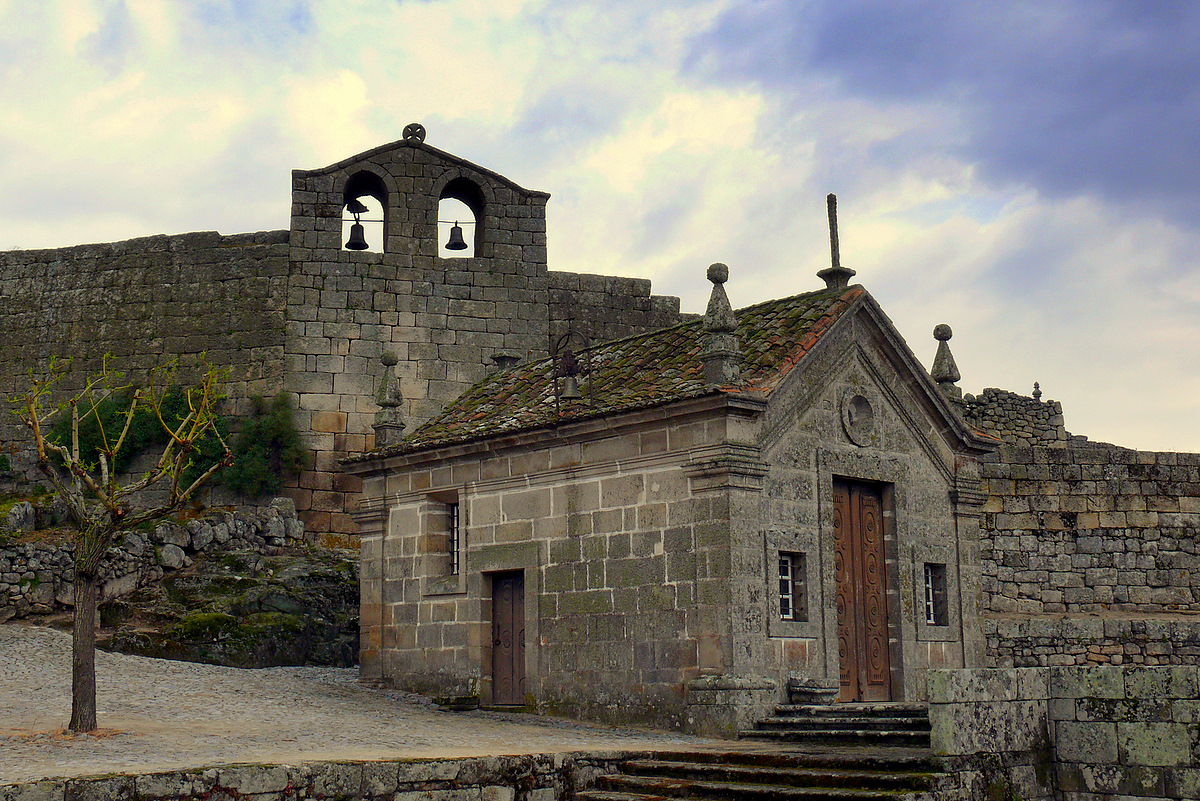
Im historischen Ortskern von Marialva

## Geschichte
Bereits im 6. Jahrhundert v. Chr. von keltiberischen Turdulen als Aravos besiedelt, wurde der Ort unter den Römern eine bedeutende Verwaltungsstadt, mit dem Namen Civitas Aravorum. Von den Mauren besetzt und nach den hier häufig vorkommenden Malven benannt, eroberte 1063 Ferdinand I. (León) den Ort. Seither als Marialba und später Marialva bekannt, wechselte es mehrmals den Besitzer, bis Portugals erster König, D.Afonso Henriques, von 1157 bis 1169 den Ort mit Hilfe der Tempelritter eroberte, auf 580 Metern Höhe neu befestigte und besiedelte, und ihm 1179 erste Stadtrechte (Foral) verlieh. Nach dem Vertrag von Alcañices 1297 verliefen Gebiete, auf die sich die Aufmerksamkeit richtete, weiter entfernt, und der Ort verlor in der Folge an Bedeutung. König D.Dinis hatte 1286 jedoch Marktrechte an Marialva verliehen, in deren Folge der Ort nicht ganz verschwand, sondern weiter Bewohner an sich band, darunter zunehmend hierher geflohene Juden. 1512 erhielt der Ort durch König Manuel I. erneuerte Stadtrechte.
1440 hatte König D.Afonso V. den Titel des Conde (dt.: Graf) von Marialva geschaffen, der im 17. Jahrhundert zum Marquês (dt.: Markgraf) aufgewertet wurde, durch D.Afonso VI., für António Luís de Menezes, den dritten Grafen von Cantanhede und nun auch erster Markgraf von Marialva. Der vierte Markgraf von Marialva, Pedro José de Alcântara de Meneses Noronha Coutinho (1713–1799), wurde ein bis heute bewunderter Erneuerer im portugiesischen Stierkampf.
Bis 1855 war Marialva Sitz eines eigenen Kreises (Concelho), um dann zum Kreis von Vila Nova de Foz Côa, und seit 1872 zum Kreis von Mêda zu gehören. Der historische Ort innerhalb der Burgmauern jedoch wurde zunehmend von seinen Bewohnern verlassen, die sich im Tal unterhalb der Burgmauern ansiedelten.
Marialva wurde 1998 eines der Dörfer im neugeschaffenen Programm zur Förderung geschichtlich relevanter Dörfer mit erhaltener historischer Bausubstanz, den Aldeias Históricas de Portugal, das auch den Abwanderungstendenzen in den strukturschwachen ländlichen Gebieten entgegentreten soll.

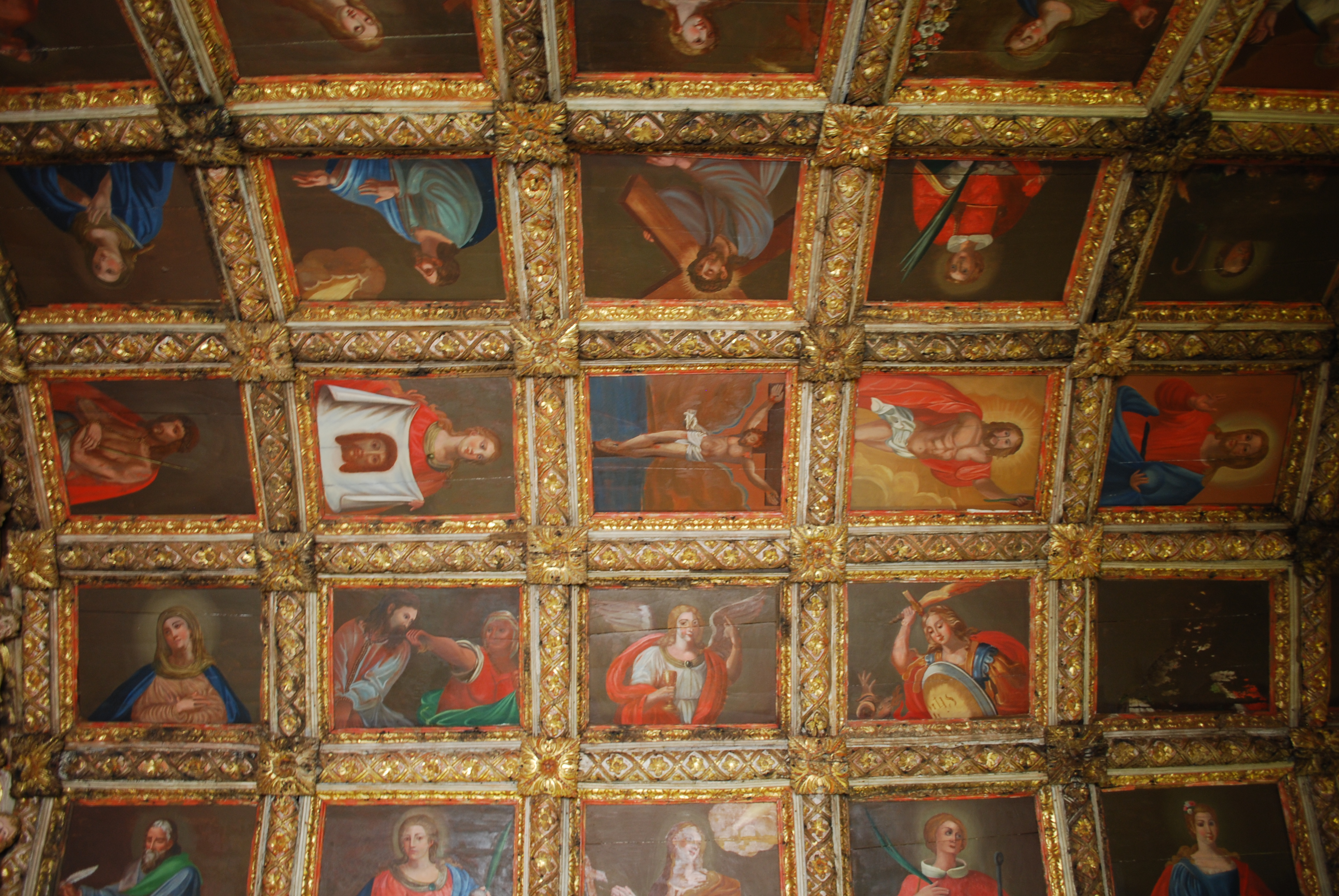
In der Kirche Igreja de São Pedro

## Kultur, Sport und Sehenswürdigkeiten
Unter seinen zahlreichen Baudenkmälern sind insbesondere der römische Staudamm und die römischen Ausgrabungsstätten, und die Burg aus dem 12. Jahrhundert zu nennen, neben einer Reihe von Kirchen, Brunnenanlagen und früheren öffentlichen Gebäuden.
In der Gemeinde befinden sich Einrichtungen des Turismo rural, ein Tennisplatz, Schwimmbäder, und ein angrenzendes Thermalbad.